# 大鄉里 (嘉義縣)
大鄉里是中華民國嘉義縣朴子市的一個里，東界仁和里、大葛里，西接安福里、平和里、竹圍里，南鄰佳禾里，北連德興里，面積3.0426平方公里。原屬大槺榔地區的西半部，明永曆十九年（1665年）由涂遠招佃開墾，日治時期改為大槺榔大字，因人口多而於戰後被劃分為大鄉里和大葛里。村民以涂姓為主，設有大鄉國小。